# Erla
Erla è un comune spagnolo di 451 abitanti situato nella comunità autonoma dell'Aragona.